# Уманський елеватор
Уманський елеватор — підприємство харчової промисловості місті Умань Черкаської області. Є дочірнім підприємством ДАК «Хліб України».

## Історія

### 1944—1991роки
Підприємство було створено в 1944 році внаслідок об'єднання кількох зерноскладів у реалізаційну базу хлібопродуктів.
У 1960 році на підприємстві був уведений в експлуатацію цех з обробки гібридного та сортового насіння кукурудзи виробничою потужністю 1500 тонн на сезон, оснащений зерносушаркою СКП-6.
Відповідно до восьмого п'ятирічного плану розвитку народного господарства СРСР 10 вересня 1969 року розпочав роботу зерновий елеватор місткістю 48 тис. тонн зерна, оснащений зерносушаркою ДСП-32-ОТ.
У 1970 році до складу підприємства був приєднаний млин, після чого було утворене підприємство «Уманський елеватор». Після завершення реконструкції млина виробничі потужності з помелу зерна було збільшено до 60 тонн борошна на добу.
Відповідно до дев'ятого п'ятирічного плану розвитку народного господарства СРСР у 1973 році було введено в експлуатацію п'ятий силосний корпус елеватора місткістю 11,2 тис. тонн, в результаті загальний обсяг зберігання був збільшений до 59,4 тис. тонн.
Відповідно до десятого п'ятирічного плану розвитку народного господарства СРСР у 1980 році було збудовано двоповерховий адміністративний корпус з лабораторією, ваговою, медпунктом, їдальнею та продуктовим магазином. Пізніше були введені в експлуатацію механічні майстерні, котельня, підсобне господарство, цех з виробництва круп, цех із розфасовки крупи, хлібопекарня та маслоекстракційний цех.
У 1988 році на колективі працівників елеватора спільно з Одеським технологічним інститутом харчової промисловості імені М. Ломоносова під керівництвом В. І. Алейникова було розроблено та впроваджено енергоощадну технологію сушіння зерна на шахтних зерносушарках типу ДСП-32-ОТ, що дозволило збільшити ефективність сушіння насіння кукурудзи та знизити споживання енергоносіїв.

### Після1991року
Після проголошення незалежності України комбінат перейшов у відання Міністерства сільського господарства та продовольства України.
У березні 1995 року Верховна Рада України внесла елеватор до переліку підприємств, приватизація яких заборонена у зв'язку з їх загальнодержавним значенням.
Після створення у серпні 1996 року державної акціонерної компанії «Хліб України» елеватор став дочірнім підприємством ДАК «Хліб України».
У зв'язку з погашенням частини боргу ДАК «Хліб України» перед Держкомрезервом України у жовтні 2007 року було прийнято рішення передати елеватор у відання Держкомрезерву України, що було виконано після набрання чинності рішенням Вищого адміністративного суду України від 11 квітня 2010 року.
Після створення 11 серпня 2010 року Державної продовольчо-зернової корпорації України елеватора було включено до складу підприємств ДПЗКУ.
Восени 2014 року на елеваторі було встановлено нові автомобільні 80-тонні ваги завдовжки 22 метри.
Під час перевірки діяльності Уманського елеватора співробітниками прокуратури було встановлено, що у 2011 році на майновий комплекс підприємства вартістю понад 66 млн гривень було незаконно оформлено право приватної власності. Наприкінці вересня 2017 року господарський суд Черкаської області повернув елеватор у власність держави.

### Сучасний стан
Основними функціями підприємства є прийом, зберігання та відвантаження зернових культур (пшениці, кукурудзи, ячменю), а також насіння олійних культур (ріпаку та соняшнику).
Місткість елеватора становить 88,3 тис. тонн (зокрема, елеваторна — 56 тис. тонн і складська — 32,3 тис. тонн).

## Потужності
Проведено також реконструкцію чотирьох автомобілерозвантажувачів ГУАР-30 з подовженням платформи та збільшенням вантажності до 50 тонн та автомобільних ваг АЦ-30 з подовженням платформи до 17 м, з оснащенням їх електронними датчиками та збільшенням діапазону зважування до 60 тонн. Встановлено апаратно-програмний комплекс системи автоматизованого контролю температури зерна в силосах із виводом цієї інформації на комп'ютер до виробничої лабораторії.
Підприємство має можливість приймати зерно в обсязі 8 000 тонн на добу, очищати — 2 500 тонн за добу; сушити — 1 050 тонн на добу. Загальна ж потужність зерносушарок становить 128 планових тонн за годину. Усі зерносушарки газифіковані.
За останні 20 років також збудовано склад безтарного зберігання борошна на млині, цех розфасовки крупи, переобладнаний згодом під хлібопекарню, придбано і встановлено обладнання для перероблення зерна на крупу пшеничну, ячмінну, перлову, горохову, пшоно та соняшника на олію, проведена газифікація котелень підприємства тощо.